# The Pacific
The Pacific è una miniserie televisiva statunitense di genere guerra prodotta da Steven Spielberg e Tom Hanks, insieme al network HBO e alle case di produzione Seven Network Australia e DreamWorks. Nella versione originale la voce narrante è quella di Tom Hanks (doppiata in italiano da uno dei suoi doppiatori abituali, Roberto Chevalier), che apre ogni puntata insieme alle parole di testimonianza di alcuni sopravvissuti e ad immagini di repertorio.
The Pacific, anch'esso incentrato su fatti di cronaca realmente accaduti, si differenzia dalla miniserie Band of Brothers - Fratelli al fronte, anch'essa prodotta da Steven Spielberg e Tom Hanks, in quanto incentrata sugli avvenimenti della guerra del Pacifico, anziché sullo scenario europeo.

## Trama
Il 7 dicembre 1941 la base navale di Pearl Harbor viene attaccata dalle forze militari nipponiche, causando di conseguenza l'intervento americano nella seconda guerra mondiale. Il tenente colonnello Lewis "Chesty" Puller tiene un discorso ai Marines del suo battaglione e annuncia loro che combatteranno la guerra sul fronte del Pacifico, dove l'Impero giapponese sta ottenendo numerose vittorie. La 1ª Divisione Marines, di cui fanno parte tra gli altri i marines John Basilone e Robert Leckie, viene quindi mandata sull'isola di Guadalcanal, un luogo fino a poco tempo prima sconosciuto. Nel frattempo negli Stati Uniti Eugene Sledge, che non aveva potuto arruolarsi prima per un soffio al cuore, inizia l'addestramento nel Corpo dei Marines.

## Personaggi e interpreti

### Personaggi principali
- Soldato di prima classe Robert Leckie (puntate 1-10), interpretato da James Badge Dale, doppiato da Loris Loddi:
In seguito all'attacco di Pearl Harbor decide di arruolarsi nei Marines degli Stati Uniti, dove serve nella 1ª Divisione con il grado di soldato di prima classe. Prima di partire, promette a Vera Keller, sua vicina di casa cui non si è mai dichiarato, di scriverle durante la guerra. Scrittore e compositore di poesie, che talvolta recita anche fuori campo, viene mandato a combattere contro i giapponesi sull'isola di Guadalcanal. Dopo il ritiro a Melbourne, in Australia, viene riassegnato al reparto spionaggio del battaglione, sotto la guida del tenente Larkin. Malato di enuresi notturna a causa dello stress da combattimento, viene ricoverato in ospedale a Pavuvu e successivamente riassegnato alla 1ª Divisione. Il 15 settembre 1944 partecipa alla sbarco a Peleliu. Il giorno successivo rimane ferito dallo scoppio di una granata da mortaio giapponese e viene trasportato su una nave ospedale. Al termine della guerra, fa ritorno a casa e pochi anni più tardi sposa Vera Keller.
- Caporale Eugene "Sledgehammer" Sledge (puntate 1-10), interpretato da Joe Mazzello:
Dopo essersi arruolato nei Marines contro il parere del padre viene assegnato nella Compagnia King del 5º Reggimento Marines, giunge sulle isole Russell, dove ritrova il suo amico d'infanzia Sid Phillips. Partecipa allo sbarco sull'isola Pelielu e fa amicizia col compagno d'armi Snafu, che gli dà il soprannome di "Sledgehammer".
- Sergente d'artiglieria John Basilone (puntate 1-8), interpretato da Jon Seda:
Compagno di Robert Leckie nella 1ª Divisione, viene presto promosso a sergente per la sua dote di leader carismatico. A Melbourne viene decorato della Medaglia d'Onore dal presidente Franklin Roosevelt e viene rimandato a casa per prendere parte alla campagna per i buoni di guerra. Pochi mesi prima del suo congedo, decide di farsi riassegnare alla base di Camp Pendleton per addestrare le nuove reclute. Lì incontra Lena Mae Riggi, di cui si innamora e che sposa poco tempo dopo. Riarruolatosi, Basilone muore infine il 19 febbraio 1945, ucciso durante lo sbarco ad Iwo Jima.
- Caporale Sidney "Sid" Phillips (puntate 1-6, 10), interpretato da Ashton Holmes:
Amico d'infanzia di Eugene Sledge, arruolatosi anni prima di lui nei Marines. Dopo il ritiro sulle isole Russell, può fare finalmente ritorno a casa.
- Tenente colonnello Lewis "Chesty" Puller (puntate 1-3, 7), interpretato da William Sadler:
Inizialmente a capo del 1º Battaglione del 7º Reggimento Marines e quindi del 1ª Divisione Marines, destinato a diventare uno dei Marines più decorati della storia.
- Caporale Lou "Chuckler" Juergens (puntate 1-5, 7), interpretato da Josh Helman.
- Caporale Merriell "Snafu" Shelton (puntate 5-10), interpretato da Rami Malek:
Membro della 2ª Squadra della sezione mortai della Compagnia King.
- Tenente Stone (puntate 1-6), interpretato da Tony Leonard Moore.
- Sergente Romus V. Burgin (puntate 5-10), interpretato da Martin McCann:
Inizialmente caporale della 2ª Squadra della sezione mortai della Compagnia King. Dà il benvenuto a Eugene Sledge, insieme ai suoi uomini Snafu e De L'Eau.
- Soldato di prima classe Bill "Hoosier" Smith (puntate 1-5), interpretato da Jacob Pitts:
Compagno di Robert Leckie e John Basilone nella 1ª Divisione. Viene ferito gravemente a Peleliu, ma riesce a sopravvivere e a tornare a casa.
- Soldato di prima classe Bud "Runner" Conley (puntate 1-6), interpretato da Keith Nobbs:
Membro della 1ª Divisione, viene ferito a un braccio durante lo sbarco sull'isola di Peleliu a trasportato sulla stessa nave di salvataggio di Leckie.
- Sergente J. P. Morgan, interpretato da Joshua Bitton (puntate 1-3, 7).
- Ronnie Gibson (puntate 1-4), interpretato da Tom Budge:
Un sopravvissuto della campagna di Guadalcanal. Viene dichiarato mentalmente instabile dopo un tentato suicidio.
- Dottor Sledge (puntate 1-2, 7, 10), interpretato da Conor O'Farrel.
- Soldato di prima classe Bill Leyden (puntate 5-7, 9), interpretato da Brendan Fletcher.
- Soldato di prima classe Jay De L'Eau (puntate 5-8), interpretato da Dylan Young.

### Personaggi secondari
- Primo tenente Hugh "Ivy League" Corrigan (puntate 1-3), interpretato da Henry Nixon, doppiato da Stefano Crescentini.
- Sergente d'artiglieria Elmo "Gunny" Haney (puntate 5-7), interpretato da Gary Sweet:
Sergente d'artiglieria della Compagnia King, è il sottufficiale più anziano della compagnia. Parteciperà alla battaglia sull'isola di Peleliu, dove dovrà essere allontanato dalla prima linea per stress da combattimento.
- Sottotenente Edward "Hillbilly" Jones (puntate 5-7), interpretato da Leon Ford:
È uno dei marines sbarcati a Peleliu, membro della Compagnia King. Muore in battaglia.
- Capitano Andrew A. "Ack Ack" Haldane (puntate 5-7), interpretato da Scott Gibson:
Comandante della Compagnia King. Muore in battaglia sull'isola Peleliu.
- Tenente Mac (puntate 7, 9-10), interpretato da Ashley Zukerman:
Partecipa alla battaglia di Iwo Jima.
- Lena Mae Riggi Basilone (puntate 8-10), interpretata da Annie Parisse, doppiata da Francesca Fiorentini:
Giovane sergente di origini italiane, moglie di John Basilone.
- Sergente Manuel "Manny" Rodriguez (puntate 1-2), interpretato da Jon Bernthal:
Sergente della 1 Divisione e una delle vittime della campagna di Guadalcanal.
- Maggiore Edward Sledge (puntate 1, 10), interpretato da Joshua Close.
- Doc Stern (puntate 1, 4), interpretato da Simon Bossell.
- Robert Marshall (puntate 1, 9), interpretato da Braydn Michael.
- Vera Keller (puntate 1, 10), interpretata da Caroline Dhavernas:
Vicina di casa e futura moglie di Robert Leckie. È a lei che il marine scrive numerose lettere e poesie durante la guerra al fronte.
- Handyboy (puntate 3-4), interpretato da Mauricio Merino Jr.
- Soldato di prima classe Cecil Evans (puntata 2), interpretato da Ian Meadows.
- Sergente John Marmet (puntata 5), interpretato da Matthew Dale.
- Soldato di prima classe Loudmouth (puntata 4), interpretato da Nathan Corddry, doppiato da Lorenzo Accolla.
- Gwen (puntata 3), interpretata da Isabel Lucas, doppiata da Veronica Puccio:
La ragazza che Sid Phillips è costretto a lasciare a Melbourne andando in guerra.
- Stella Karamanlis (puntata 3), interpretata da Claire van der Boom:
Una giovane australiana di origine greca corteggiata da Robert Leckie.
- Soldato di prima classe Charles "Chuck" Tatum (puntata 8), interpretato da Ben Esler:
Uno dei cadetti addestrati da John Basilone a Camp Pendleton. Partecipa allo sbarco a Iwo Jima.
- Hope (puntata 3), interpretata da Penny McNamee.
- Phyllis (puntata 10), interpretato da Cariba Heine.
- Capitano Stanfield Midnight (puntata 4), interpretato da Grant Cartwright:
Marine malato di mente che Robert Leckie incontra nell'ospedale psichiatrico di Pavuvu.
- Rear Echelon Man (puntata 7), interpretato da Nikolai Nikolaeff.
- Soldato di prima classe Clifford "Steve" Evanson (puntata 8), interpretato da Dwight Braswell:
Uno dei cadetti addestrati da John Basilone a Camp Pendleton. Partecipa allo sbarco a Iwo Jima.
- Soldato di prima classe Hamm (puntata 9), interpretato da Noel Fisher:
Una recluta del Compagnia King. Muore ad Okinawa.
- Virginia Grey (puntata 5), interpretata da Anna Torv:
Un'attrice statunitense realmente esistita. Ha una relazione con John Basilone.
- Caporale Pegg (puntata 8), interpretato da Karl Cottee.
- Catherine Leckie (puntata 10), interpretata da Catherine McClements.
- Charles Dunworthy (puntata 10), interpretato da Brandon Keener.

## Produzione
La produzione della serie è iniziata nell'agosto 2007 in Australia. The Pacific non vede la partecipazione di nessuno dei personaggi e degli attori di Band of Brothers ed è basata principalmente sulle memorie di due marine: Eugene Sledge e Robert Leckie, autori rispettivamente di With the Old Breed e Helmet for My Pillow. Altre fonti includono un altro libro di Sledge, China Marine, e Red Blood, Black Sand di Chuck Tatum, un marine che combatté sotto il comando di John Basilone a Iwo Jima.
La colonna sonora è stata composta da Hans Zimmer, Geoff Zanelli e Blake Neely. La sigla si intitola Honor e mostra un carboncino che disegna i ritratti dei personaggi della serie, che poi sfociano nei volti reali in azione.

### Budget
Inizialmente il budget fissato per la produzione era di 100 milioni di dollari (120 milioni AUD$). La miniserie ha avuto però una spesa di 200 milioni di dollari australiani, di cui si stima che 134 milioni siano stati spesi in Australia. Si stima inoltre che possa essere la produzione televisiva più costosa mai realizzata in Australia.. Il quotidiano australiano Herald Sun scrisse che la produzione portò fino a 4000 posti di lavoro, generando 180 milioni di dollari per l'economia del paese.

## Puntate
La miniserie, divisa in dieci puntate, è stata trasmessa dal canale via cavo statunitense HBO dal 14 marzo al 16 maggio 2010, mentre in Italia è stata trasmessa da Sky Cinema 1 dal 9 maggio al 6 giugno 2010. Dal 4 gennaio al 1º febbraio 2012 è andata in onda in chiaro su Rete 4.

## Riconoscimenti
The Pacific ha ricevuto 23 candidature agli Emmy Award 2010, vincendo 8 premi, tra cui quello per la miglior miniserie.
- 2010 - Emmy Award
  - Miglior regia per una miniserie o un film (alla HBO)
  - Miglior casting per una miniserie, film o uno speciale (alla HBO)
  - Miglior costume per una miniserie o un film (alla HBO)
  - Miglior miniserie (alla HBO)
  - Miglior costume per una serie, miniserie, film o uno speciale (alla HBO)
  - Miglior montaggio sonoro per una miniserie, film o uno speciale (per la quinta puntata)
  - Miglior montaggio sonoro per una miniserie o un film (per la seconda puntata)
  - Migliori effetti visivi speciali per una miniserie, film o uno speciale (per la quinta puntata)